# Leonid Volkov
Leonid Mikhajlovitj Volkov (russisk: Леони́д Миха́йлович Во́лков, født 10. november 1980) er en russisk politiker, der var stabschef for oppositionspolitikeren Aleksej Navalnyj i valgkampen op til præsidentvalget i Rusland i 2018. Han var også formand for Antikorruptinssfondet indtil 2023.
Fra 1. marts 2009 til september 2013 var han medlem af dumaen i Jekaterinburg. Han var også som formand for den centrale valgkomité, der blev oprettet til valget til det russiske oppositionskoordinationsråd, og var leder af Aleksej Navalnys valgkampskontor ved valget til borgmester i Moskva i 2013. Han er en af stifterne af partiet Fremtidens Rusland, oprindeligt kendt som Folkealliancen. Han har tidligere været formand for Sverdlovsk-afdelingen for og medlem af Folkets Frihedspartis føderale politiske råd, og medlem af UDM Solidarnosts føderale politiske råd. Han var kaptajn for Rusland-Ural-holdet ved den 10. International Young Physicists' Tournament (IYPT) i 1997 og deltager i World Programming Championship 2001, hvor han fik en 14. plads (bronzemedalje) som en del af Ural Statsuniversitets hold.

## Biografi
Volkov blev født den 10. november 1980 i Sverdlovsk (det nuværende Jekaterinburg) i Sverdlovsk Oblast i Sovjetunionen. Hans far er Mikhail Vladimirovitj Volkov, professor og chefforsker ved Laboratorium for Kombinatorisk Algebra, IMKN, Ural Føderale Universitet. Hans mor er Susanna Borisovna Volkova (Kuptjik), lektor ved Institut for Ny Informationsteknologi i Uddannelse, Ural Statslige Pædagogiske Universitet. Volkov er jøde; på officielle dokumenter er hans etnicitet dog vist som russisk.
Den 1. marts 2009 blev han valgt som medlem af dumaen for Jekaterinburg by i valgdistrikt nr. 10 i Kirovskij-distriktet (selvnominering). Han blev medlem af den permanente parlamentariske kommission for byøkonomi, byplanlægning og arealanvendelse og af den permanente vicekommission for lokalforvaltning, kultur- og informationspolitik.
I 2013 flyttede han med sin familie fra Jekaterinburg til Luxembourg. Han vendte tilbage til Rusland i slutningen af 2014.
I 2020 boede Volkov i Vilnius i Litauen.

## Politiske aktiviteter
Volkov har siden 2009 været medlem af Solidarnost-bevægelsen. Den 10. april 2010 organiserede han en demonstration mod opførelsen af et tempel på Arbejdernes Plads i Jekaterinburg som samlede mere end 3.500 deltagere og blev den største protestaktion i byen siden perestrojka. Den 24. oktober 2010 var han en af arrangørerne af et stævne til støtte for Jegora Bytjkova.
Han er medlem af den centrale valgkomité i den oppositions koordinationsråd og var en af lederne af Navalnyjs borgmesterkampagne i Moskva i 2013. Han var tidligere medlem af det politiske råd for Folkets Frihedsparti. Fra december 2016 var Volkov stabschef for Alexei Navalnyjs valgkamp for præsidentvalget i 2018.
Den 9. marts 2023 trådte Volkov tilbage som bestyrelsesformand for Antikorruptionsfondet, efter at han havde indrømmet at have underskrevet et brev på vegne af Fondet i oktober, som bad EU om at droppe sanktionerne mod Mikhail Fridman, uden at konsulterer sine partnere. Han blev erstattet med Marija Pevtjikh.

## Angreb
Den 12. marts 2024 rapporterede Meduza, at Volkov blev angrebet af en person med en hammer uden for sit hus i Vilnius, Litauen. Ifølge Navalnyjs pressesekretær, Kira Yarmysh, blev der sprøjtet tåregas i Volkovs øjne, og han blev slået gentagne gange med en hammer. Politikeren og advokaten Ivan Zhdanov fortalte medierne, at han overlevede angrebet, der efterforskes som en hadforbrydelse og politisk terrorisme.